# ستيف أرمسترونغ
ستيف أرمسترونغ (بالإنجليزية: Steve Armstrong)‏ هو مصارع محترف أمريكي، ولد في 16 مارس 1965 في ماريتا في الولايات المتحدة.

## روابط خارجية
- ستيف أرمسترونغ على موقع CageMatch worker (الإنجليزية)
- ستيف أرمسترونغ على موقع قاعدة بيانات المصارعة على الإنترنت (الإنجليزية)